# Летище Бейрут
Летище Бейрут (BEY/OLBA), известно още като Международно летище „Рафик Харири“, е най-голямото летище в Ливан.
То e разположено на 9 km западно от центъра на столицата Бейрут.